# Parco nazionale Munții Măcinului
Il parco nazionale Munții Măcinului (in romeno Parcul Național Munții Măcinului) è un'area naturale protetta che si trova nella Romania dell'est. Istituito nel 2000.